# Якушина, Валентина Васильевна
Валентина Васильевна Якушина (в девичестве — Павлова; 23 февраля 1923, Можайский уезд, Московская губерния — 13 апреля 2016, Москва) — вязальщица Косинской трикотажной фабрики Министерства лёгкой промышленности РСФСР, Московская область. Герой Социалистического Труда (1971).

## Биография
Родилась в 1923 году в одном из сельских населённых пунктов Можайского уезда Московской губернии. После окончания семилетки поступила в школу фабрично-заводского обучения при фабрике имени Тельмана. С октября 1941 года трудилась приёмщицей, помощником мастера на Косинской трикотажной фабрике. Позднее была назначена бригадиром в мотальном цехе.
В послевоенное время осваивала новое оборудование. Взяла социалистическое обязательство обслуживать три ткацких машины вместо отраслевой нормы в две ткацких машин. За выдающиеся трудовые достижения была награждена в 1966 году Орденом Трудового Красного Знамени.
В дальнейшем добилась высоких трудовых результатов, обслуживая четыре машины. Была награждена вторым Орденом Трудового Красного Знамени. В 1970 году досрочно выполнила личные социалистические обязательства и производственные задания Восьмой пятилетки (1966—1970). Указом Президиума Верховного Совета СССР от 5 апреля 1971 года «за выдающиеся успехи в досрочном выполнении заданий пятилетнего плана и большой творческий вклад в развитие производства тканей, трикотажа, обуви, швейных изделий и другой продукции легкой промышленности» удостоена звания Героя Социалистического Труда с вручением ордена Ленина и золотой медали «Серп и Молот».
В 1979 году вышла на пенсию.
Скончалась в 2016 году.

## Награды
- Герой Социалистического Труда
- Орден Ленина
- Орден Трудового Красного Знамени — дважды
- Медаль «За доблестный труд в Великой Отечественной войне 1941—1945 гг.»
- Медаль «В ознаменование 100-летия со дня рождения Владимира Ильича Ленина»